# Puchar Świata w short tracku
Puchar Świata w short tracku – cykl zawodów w short tracku rozgrywany od sezonu zimowego 1998/99 dla mężczyzn i kobiet. Rozgrywki organizuje Międzynarodowa Unia Łyżwiarska (ISU).
Od sezonu 2024/25 Puchar Świata w short tracku został zastąpiony przez Short Track World Tour.

## Zwycięzcy

### Mężczyźni
| Sezon                  | Generalna                            | 500 m                                | 1000 m                               | 1500 m                               | Sztafeta 3000 m                      |
| ---------------------- | ------------------------------------ | ------------------------------------ | ------------------------------------ | ------------------------------------ | ------------------------------------ |
| 1998/99                | Li Jiajun                            | Fabio Carta                          | Kim Dong-sung                        | Kim Dong-sung                        | Włochy                               |
| 1999/00                | Kim Dong-sung                        | Li Jiajun                            | Kim Dong-sung                        | Li Jiajun                            | Korea Południowa                     |
| 2000/01                | Apolo Anton Ohno                     | Apolo Anton Ohno                     | Apolo Anton Ohno                     | Apolo Anton Ohno                     | Kanada                               |
| 2001/02                | Kim Dong-sung                        | Li Jiajun                            | Kim Dong-sung                        | Kim Dong-sung                        | Korea Południowa                     |
| 2002/03                | Apolo Anton Ohno                     | Jean-François Monette                | Apolo Anton Ohno                     | Fabio Carta                          | Kanada                               |
| 2003/04                | Ahn Hyun-soo                         | Li Jiajun                            | Ahn Hyun-soo                         | Ahn Hyun-soo                         | Chiny                                |
| 2004/05                | Apolo Anton Ohno                     | Mathieu Turcotte                     | Apolo Anton Ohno                     | Apolo Anton Ohno                     | Kanada                               |
| 2005/06                | Ahn Hyun-soo                         | Ahn Hyun-soo                         | Lee Ho-suk                           | Ahn Hyun-soo                         | Korea Południowa                     |
| 2006/07                | Tyson Heung                          | Tyson Heung                          | Lee Ho-suk                           | Ahn Hyun-soo                         | Korea Południowa                     |
| 2007/08                | Lee Ho-suk                           | Sung Si-bak                          | Ahn Hyun-soo                         | Lee Ho-suk                           | Korea Południowa                     |
| 2008/09                | Sung Si-bak                          | François-Louis Tremblay              | Lee Ho-suk                           | Sung Si-bak                          | Korea Południowa                     |
| 2009/10                | Lee Jung-su                          | Charles Hamelin                      | Lee Jung-su                          | Lee Jung-su                          | Korea Południowa                     |
| 2010/11                | Thibaut Fauconnet                    | Simon Cho                            | Thibaut Fauconnet                    | Maxime Chataignier                   | Kanada                               |
| 2011/12                | Noh Jin-kyu                          | Olivier Jean                         | Kwak Yoon-gy                         | Noh Jin-kyu                          | Kanada                               |
| 2012/13                | Noh Jin-kyu                          | Charles Hamelin                      | Kwak Yoon-gy                         | Noh Jin-kyu                          | Korea Południowa                     |
| 2013/14                | Charles Hamelin                      | Wiktor Ahn                           | Charles Hamelin                      | Charles Hamelin                      | Stany Zjednoczone                    |
| 2014/15                | Sin Da-woon                          | Dmitrij Migunow                      | Siemion Jelistratow                  | Sin Da-woon                          | Holandia                             |
| 2015/16                | Kwak Yoon-gy                         | Dmitrij Migunow                      | Siemion Jelistratow                  | Kwak Yoon-gy                         | Kanada                               |
| 2016/17                | Shaoang Liu                          | Wu Dajing                            | Shaoang Liu                          | Sjinkie Knegt                        | Holandia                             |
| 2017/18                | Hwang Dae-heon                       | Wu Dajing                            | Shaolin Sándor Liu                   | Hwang Dae-heon                       | Kanada                               |
| 2018/19                | Lim Hyo-jun                          | Lim Hyo-jun                          | Park Ji-won                          | Kim Gun-woo                          | Węgry                                |
| 2019/20                | Park Ji-won                          | Shaolin Sándor Liu                   | Park Ji-won                          | Park Ji-won                          | Rosja                                |
| 2020/21                | Odwołano z powodu pandemii COVID-19. | Odwołano z powodu pandemii COVID-19. | Odwołano z powodu pandemii COVID-19. | Odwołano z powodu pandemii COVID-19. | Odwołano z powodu pandemii COVID-19. |
| 2021/22                |                                      | Shaolin Sándor Liu                   | Pascal Dion                          | Ren Ziwei                            | Kanada                               |
| 2022/23                | Park Ji-won                          | Dienis Nikisza                       | Park Ji-won                          | Park Ji-won                          | Kanada                               |
| 2023/24                | Park Ji-won                          | Jordan Pierre-Gilles                 | Park Ji-won                          | William Dandjinou                    | Kanada                               |
| Short Track World Tour |                                      |                                      |                                      |                                      |                                      |
| 2024/25                | William Dandjinou                    | Steven Dubois                        | William Dandjinou                    | William Dandjinou                    | Kanada                               |

### Kobiety
| Sezon                  | Generalna                            | 500 m                                | 1000 m                               | 1500 m                               | Sztafeta 5000 m                      |
| ---------------------- | ------------------------------------ | ------------------------------------ | ------------------------------------ | ------------------------------------ | ------------------------------------ |
| 1998/99                | Yang Yang (A)                        | Wang Chunlu                          | Yang Yang (S)                        | Yang Yang (A)                        | Chiny                                |
| 1999/00                | Yang Yang (A)                        | Yang Yang (S)                        | Yang Yang (A)                        | Yang Yang (A)                        | Chiny                                |
| 2000/01                | Yang Yang (A)                        | Jewgenia Radanowa                    | Yang Yang (A)                        | Yang Yang (A)                        | Chiny                                |
| 2001/02                | Yang Yang (A)                        | Yang Yang (S)                        | Yang Yang (A)                        | Yang Yang (A)                        | Chiny                                |
| 2002/03                | Tian Yufu                            | Amélie Goulet-Nadon                  | Amélie Goulet-Nadon                  | Amélie Goulet-Nadon                  | Chiny                                |
| 2003/04                | Choi Eun-kyung                       | Tian Yufu                            | Choi Eun-kyung                       | Choi Eun-kyung                       | Korea Południowa                     |
| 2004/05                | Wang Meng                            | Wang Meng                            | Choi Eun-kyung                       | Jin Sun-yu                           | Chiny                                |
| 2005/06                | Jin Sun-yu                           | Wang Meng                            | Wang Meng                            | Jin Sun-yu                           | Korea Południowa                     |
| 2006/07                | Jung Eun-ju                          | Wang Meng                            | Byun Chun-sa                         | Jung Eun-ju                          | Chiny                                |
| 2007/08                | Jin Sun-yu                           | Wang Meng                            | Jin Sun-yu                           | Jin Sun-yu                           | Chiny                                |
| 2008/09                | Wang Meng                            | Wang Meng                            | Wang Meng                            | Zhou Yang                            | Chiny                                |
| 2009/10                | Wang Meng                            | Wang Meng                            | Wang Meng                            | Zhou Yang                            | Chiny                                |
| 2010/11                | Katherine Reutter                    | Marianne St-Gelais                   | Katherine Reutter                    | Katherine Reutter                    | Chiny                                |
| 2011/12                | Arianna Fontana                      | Arianna Fontana                      | Yui Sakai                            | Cho Ha-ri                            | Chiny                                |
| 2012/13                | Shim Suk-hee                         | Wang Meng                            | Elise Christie                       | Shim Suk-hee                         | Chiny                                |
| 2013/14                | Shim Suk-hee                         | Wang Meng                            | Shim Suk-hee                         | Shim Suk-hee                         | Korea Południowa                     |
| 2014/15                | Shim Suk-hee                         | Fan Kexin                            | Shim Suk-hee                         | Choi Min-jeong                       | Korea Południowa                     |
| 2015/16                | Choi Min-jeong                       | Marianne St-Gelais                   | Choi Min-jeong                       | Choi Min-jeong                       | Korea Południowa                     |
| 2016/17                | Suzanne Schulting                    | Marianne St-Gelais                   | Suzanne Schulting                    | Shim Suk-hee                         | Korea Południowa                     |
| 2017/18                | Choi Min-jeong                       | Marianne St-Gelais                   | Kim Boutin                           | Choi Min-jeong                       | Korea Południowa                     |
| 2018/19                | Suzanne Schulting                    | Natalia Maliszewska                  | Suzanne Schulting                    | Suzanne Schulting                    | Rosja                                |
| 2019/20                | Suzanne Schulting                    | Kim Boutin                           | Suzanne Schulting                    | Suzanne Schulting                    | Holandia                             |
| 2020/21                | Odwołano z powodu pandemii COVID-19. | Odwołano z powodu pandemii COVID-19. | Odwołano z powodu pandemii COVID-19. | Odwołano z powodu pandemii COVID-19. | Odwołano z powodu pandemii COVID-19. |
| 2021/22                |                                      | Arianna Fontana                      | Suzanne Schulting                    | Lee Yu-bin                           | Holandia                             |
| 2022/23                | Suzanne Schulting                    | Xandra Velzeboer                     | Suzanne Schulting                    | Kim Gil-li                           | Kanada                               |
| 2023/24                | Kim Gil-li                           | Xandra Velzeboer                     | Kristen Santos-Griswold              | Kim Gil-li                           | Holandia                             |
| Short Track World Tour |                                      |                                      |                                      |                                      |                                      |
| 2024/25                | Kristen Santos-Griswold              | Kristen Santos-Griswold              | Xandra Velzeboer                     | Hanne Desmet                         | Włochy · Kanada                      |

### Konkurencje mieszane
| Sezon                  | Sztafeta mieszana 2000 m             |
| ---------------------- | ------------------------------------ |
| 2018/19                | Rosja                                |
| 2019/20                | Rosja                                |
| 2020/21                | Odwołano z powodu pandemii COVID-19. |
| 2021/22                | Chiny                                |
| 2022/23                | Korea Południowa                     |
| 2023/24                | Holandia                             |
| Short Track World Tour |                                      |
| 2024/25                | Holandia                             |

### Klasyfikacja generalna drużynowa
| Sezon   | Generalna |
| ------- | --------- |
| 2024/25 | Kanada    |